# Bertrand du Guesclin
Bertrand du Guesclin (též Bertran, kolem 1320 – 13. července 1380) byl bretaňský rytíř, považovaný za jednoho z největších francouzských vojevůdců stoleté války. Byl znám užíváním fabiánské taktiky.

## Životopis
Narodil se na zámku La Mote-Broon poblíž Rennes v Bretani. Byl prvorozeným synem Roberta du Guesclina a Jeanne de Malmaines. Jako osmnáctiletý se navzdory výslovnému zákazu svého otce přihlásil na rytířský turnaj v Rennes. V zapůjčené zbroji anonymně porazil dvanáct slavných rytířů za sebou. Teprve po turnaji ho otec poznal a odpustil mu. V roce 1341 vstoupil do služeb Karla z Blois. V roce 1354 byl pasován na rytíře. Jeho bojový pokřik zněl Notre-Dame du Guesclin. V roce 1364 mu bylo darováno hrabství Longueville. Jeho první manželkou byla Teofanie Raguenelová. Po její smrti si vzal Jeanne de Laval, která mu věnem přinesla hrad Montmuran, kde od té doby sídlil.

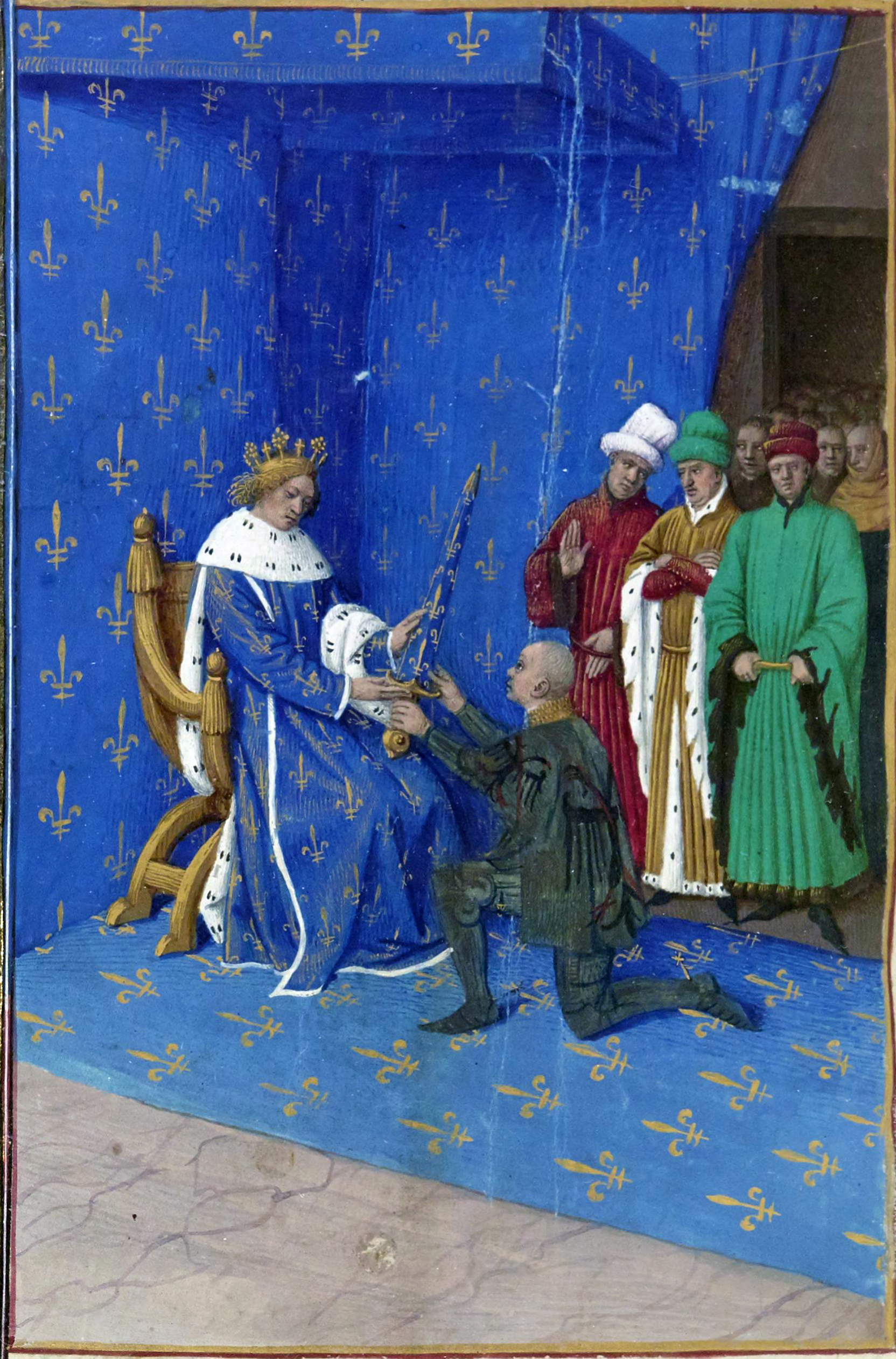
předání meče konstábla

Mezi Bertrandovy nejslavnější činy patří celonoční bitva dvacetičlenné jednotky proti dvěma tisícům nepřátel ve Vannes. Jindy, když Angličané obléhali Rennes, zaútočil v čele oddílu 100 mužů na anglický tábor a dobyl jej. V roce 1364 byl zajat v bitvě u Auray. Na výkupné za něj se složili Karel V., Urban V. a Jindřich II. Kastilský. Sloužil jak ve francouzských službách, tak i v kastilských. V bitvě u Najera v roce 1367 byl znovu zajat a následně vykoupen. V Bitvě u Montiel v roce 1369 se nechal podplatit jak kastilským králem Petrem I., tak i protistranou nevlastním bratrem krále Jindřichem II., kterému dopomohl zabít svého bratra a dosáhnout tak kastilské koruny. Byl jmenován vévodou de Molina. V roce 1370 byl jmenován francouzským králem Karlem V. konstáblem Francie. Tento titul náležel povětšinou členům z vyšší šlechty, což Bertrand du Guesclin nebyl, avšak francouzský panovník potřeboval na úřad nejvyššího vojenského velitele, schopného vojáka a dosadil jej. V roce 1370 porazil v bitvě u Pontvallain anglická vojska, následně v roce 1372 společná kastilsko-francouzská flotila porazila v bitvě u La Rochelle anglické loďstvo. Zemřel v roce 1380 během obléhání jihofrancouzského hradu Châteauneuf-de-Randon nejspíš na zápal plic nebo úplavici. Jeho srdce bylo pohřbeno na jeho vlastní přání do bretaňského Dinanu, kosti byly na příkaz Karla V. uloženy v bazilice Saint-Denis, ovšem za Velké francouzské revoluce je skupina jakobínských fanatiků rozmetala.

## Galerie

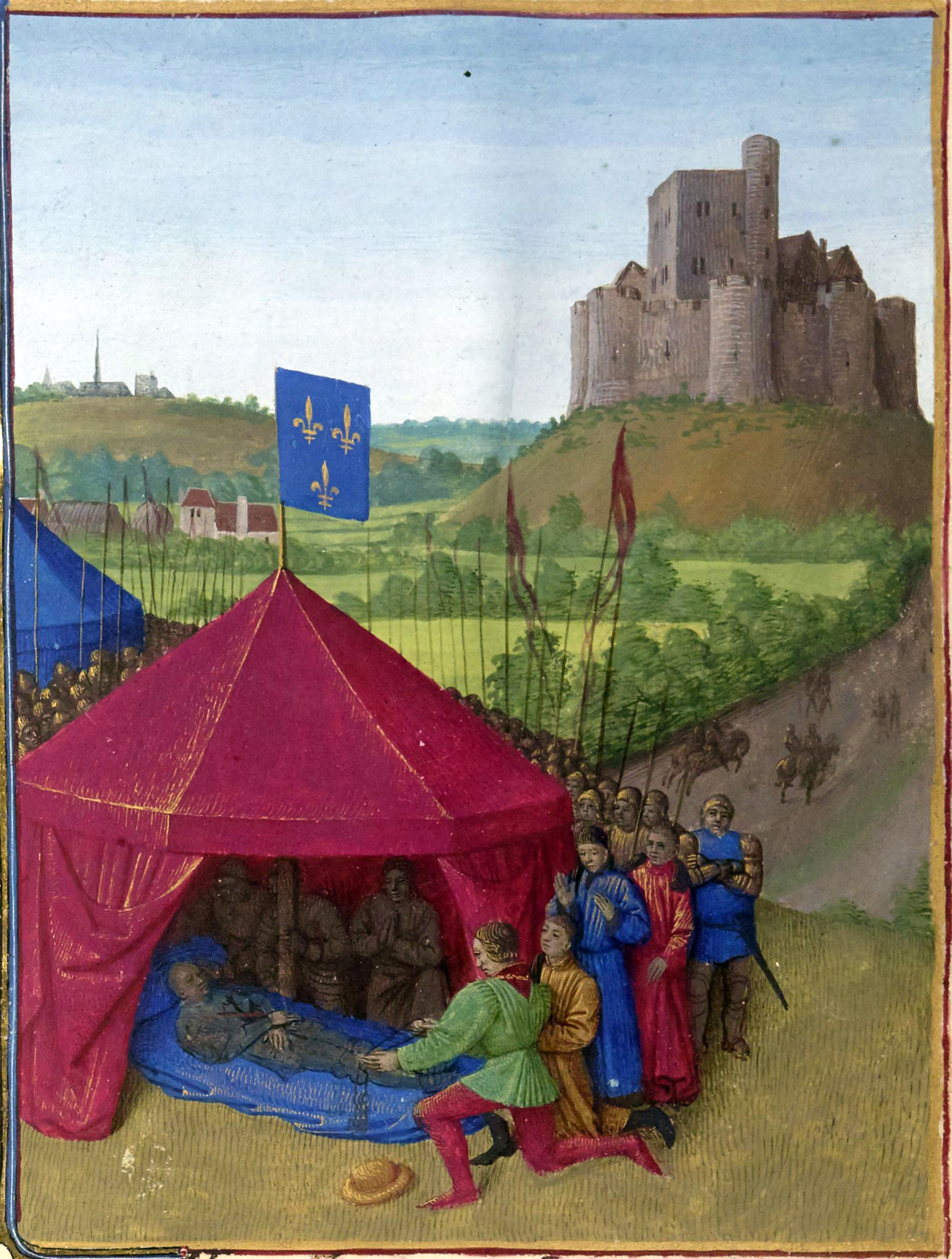
smrt Bertranda Du Guesclin

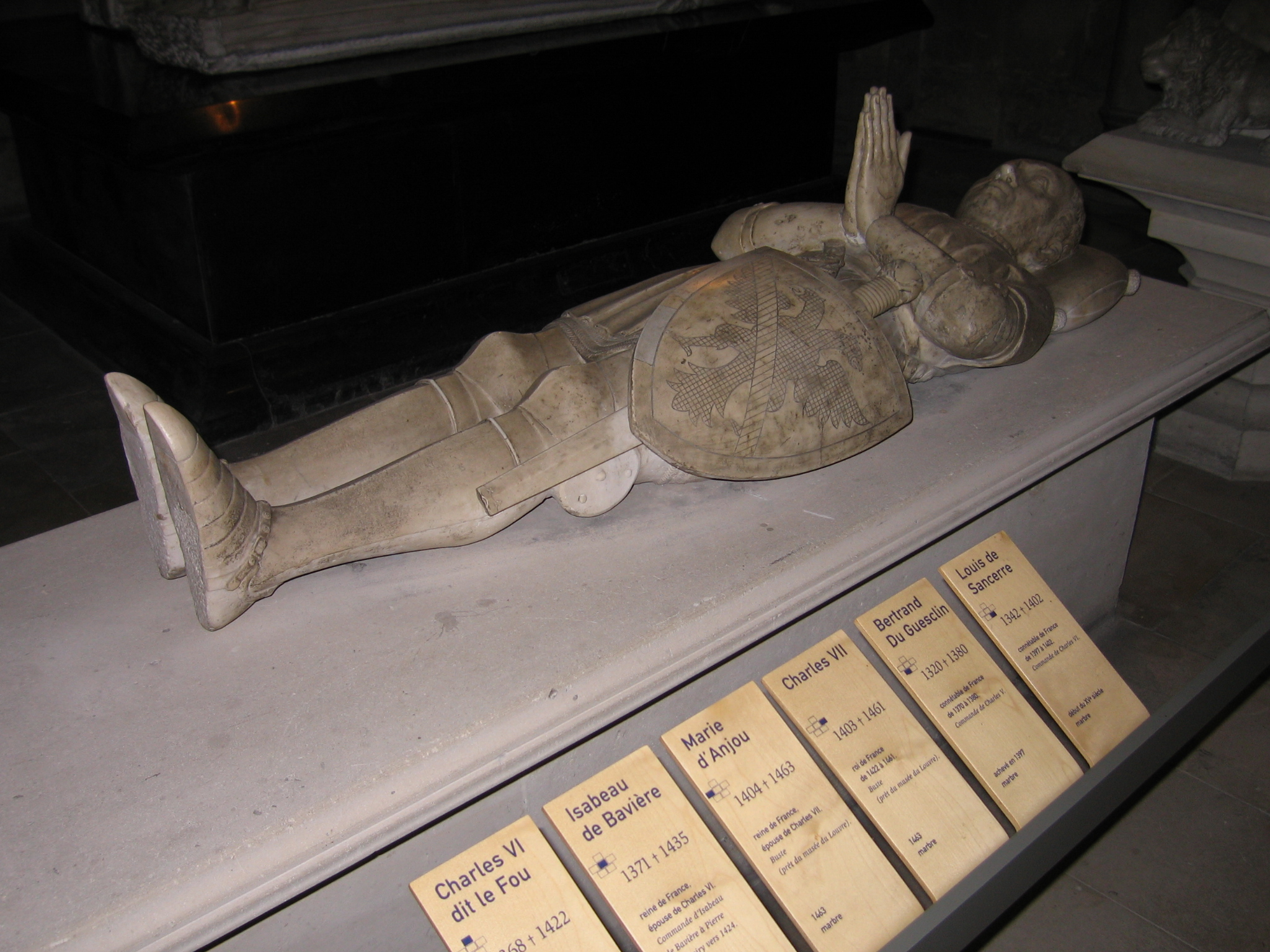
tumba Bertanda du Guesclin

erb Bertrand du Guesclin